# Dințat
Dințatul (Dentex dentex) este un pește marin carnivor bentopelagic din ordinul Perciforme, din partea de est a Oceanului Atlantic, Marea Mediterană, Marea Neagră, unde este foarte rar (coastele Anatoliei, litoralul românesc). 
Talia variază între 30 și 100 cm. Are corpul alungit, cu linia spatelui arcuită, puternic comprimat lateral și acoperit cu solzi mari, care pe abdomen devin mai mici.  Operculul și preoperculul, cu excepția marginilor, sunt acoperite cu solzi mici; partea anterioară a capului este lipsită de solzi; deasupra, capul este învelit cu solzi până la orbite. Botul este alungit, cu gura dispusă orizontal și înarmată cu dinți conici, pe marginea anterioară a maxilei se găsesc, pe lângă dinții conici obișnuiți, patru dinți foarte puternici, iar pe mandibulă se găsesc cinci asemenea dinți. Ochii mari sunt așezați înainte. Au o singură înotătoare dorsală, lungă și cu 10-12 raze spinoase. Înotătoare caudală este puternic excavată, cu lobii ascuțiți, cel superior fiind mai lung ca cel inferior. Înotătoarele pectorale sunt falciforme, lungi, atingând începutul înotătoarei anale sau aproape atingându-l. Înotătoarele ventrale sunt mai scurte, fără a ajunge la anus. Colorația corpului este cenușiu-albăstruie, cu pete negricioase pe spate.
Depune primăvara icre pelagice. Peștii tineri se hrănesc cu plancton, peștii adulți cu alți pești, crustacee și cefalopode. Are importanță economică, este comercializat în stare proaspătă sau congelat.
Pe litoralul românesc a fost întâlnit la Agigea.